# Greg Leeb
Greg Leeb (* 31. Mai 1977 in Red Deer, Alberta) ist ein ehemaliger kanadischer Eishockeyspieler, der zuletzt bis April 2013 bei den Coventry Blaze aus der Elite Ice Hockey League unter Vertrag stand. Während seiner Karriere war er unter anderem für die Dallas Stars aus der National Hockey League aktiv.

## Karriere
Leeb begann seine Karriere 1994 in der kanadischen Juniorenliga WHL bei den Spokane Chiefs. Dort entwickelte sich der Linksschütze zu einem Leistungsträger und gehörte zu den punktbesten Stürmern im Team. Bereits in seiner ersten Saison bei den Chiefs konnte der Center in 72 Spielen 55 Scorerpunkte erzielen, was er in den folgenden Jahren kontinuierlich steigern konnte. Seine beste Spielzeit bei den Spokane Chiefs war zugleich Leebs seine letzte. Während der Saison 1997/98 absolvierte der Kanadier 68 Partien und konnte dabei 96 Punkte erzielen sowie eine Plus/Minus-Statistik von +30 aufweisen.
Im Sommer 1998 unterschrieb Greg Leeb einen Vertrag bei den Dallas Stars, die ihn jedoch überwiegend in ihrem damaligen Farmteam, den Michigan K-Wings, einsetzten. Nachdem der Angreifer dort durch gute Leistungen auf sich aufmerksam machte und später auch bei den Utah Grizzlies überzeugen konnte, bekam er die Chance, sich in der NHL zu beweisen. Während der Saison 2000/01 wurde Leeb zweimal von den Dallas Stars eingesetzt, konnte dabei jedoch keinen Scorerpunkt erzielen. Schließlich unterschrieb der Kanadier daraufhin als Free Agent einen Vertrag bei den Edmonton Oilers, die ihn jedoch wie zuvor auch die Dallas Stars nur in ihrem Farmteam, den Hamilton Bulldogs, einsetzten.
Sein Vertrag wurde zum Ende der Spielzeit 2001/02 nicht verlängert, sodass der Stürmer nach Europa zu den Augsburger Panthern in die Deutsche Eishockey Liga. Greg Leeb konnte bei den Panthern überzeugen und erzielte in 51 Spielen 31 Punkte. Zur Spielzeit 2003/04 schloss sich der Linksschütze den Nürnberg Ice Tigers an, mit denen er 2007 die deutsche Vizemeisterschaft feiern konnte. Ein Jahr später, im Jahr 2008, nahm Leeb mit seinem Team nach dem Hauptrundensieg der Spielzeit 2007/08 an der Qualifikation zur neugegründeten Champions Hockey League teil, in der die Mannschaft jedoch am SC Bern und dem HC Košice scheiterte. Greg Leeb ging in der Saison 2010/11 zusammen mit seinem Bruder Brad für die Thomas Sabo Ice Tigers als neuer Kapitän aufs Eis.
Im Juni 2012 wurde er von den Coventry Blaze aus der Elite Ice Hockey League verpflichtet, wo er erneut zusammen mit seinem Bruder in einer Mannschaft spielte und im Anschluss an die Saison 2012/13 seine aktive Karriere beendete. 

## DEL-Statistik
(Stand: Ende der Saison 2011/12)